# Ramón Paz Ipuana
Ramón Paz Ipuana (Yosipa, municipio Guajira; 17 de diciembre de 1937-Paraguaipoa; 27 de octubre de 1992) fue un docente, investigador, lingüista, poeta y escritor venezolano perteneciente al pueblo wayú.

## Biografía
Fue originario del caserío Yosipa en el estado Zulia, en la media guajira venezolana, cerca del poblado de Paraguaipoa. Descendiente del clan Ipuana, provenientes de la región de Jalaala, su madre fue Josefina González Iipuana, de quien heredó su clan, y su padre fue Francisco de Luque, del clan Sapuana. En su adultez su unió a Josefa Paz, del clan juusayu, con quien vivió en la comunidad de Yawaasiru’u, y con quien tuvo tres hijos llamados: Neida Paz, Neima paz, y Ma'ayüi Paz.
Sus restos reposan en Yawaasiru'u, luego de ser exhumados en Paraguaipoa, en el año 2008.

## Trayectoria
Es considerado uno de los más importantes escritores en la lengua wayú. Según el lingüista e investigador Rafael Mercado Epieyu, «Leer Paz Ipuana en estos tiempos es hablar de nosotros mismos, leer Paz Ipuana es como la señora que él dice, la anciana que sentada cuenta a las generaciones lo que ella ha vivido y esto es lo que Ramón Paz se ha convertido, todo aquel que viene a leer esta obra va aprender como han vivido nuestros antepasados».
Ramón Paz fue el precursor de diversos trabajos posteriores, desarrollados por una gran cantidad de escritores e investigadores de diversas casas de estudios.

## Obras
- Mitos, leyendas y cuentos guajiros (1973)
- El Conejo y el Mapurite (1979)[7]
- El Burrito y la Tuna (1979)
- La Capa del Morrocoy (1982)
- La Leyenda de Waleker. (2007)
- Ale'eya. Cosmovisión wayuu: Relatos sagrados, conceptos y descripciones de la cultura wayuu  (2016)[8]